# Christiane Wassertheurer
Christiane Wassertheurer (* 27. April 1972 in Villach) ist eine österreichische Fernsehmoderatorin und Autorin.
Nach der Matura am Gymnasium Hermagor studierte Christiane Wassertheurer Germanistik und Philosophie, ihre Diplomarbeit schrieb sie 1995 an der Universität Wien zum Thema Der Ingeborg-Bachmann-Fernsehpreis: die Entwicklung eines literarischen Bewerbes zum Fernsehereignis. Ihre berufliche Laufbahn begann sie als Radiomoderatorin bei Antenne Steiermark. Anschließend war sie TW1-Moderatorin und wechselte später zum ZIB-Wetter. Seit 2002 war sie im Newsflash auf ORF1 und manchmal im ZIB-Wetter am Bildschirm zu sehen, mit April 2007 moderiert Wassertheurer die ZIB Flash, seit 2013 das ZIB-Magazin. Und seit April 2019 ist sie auch im ORF-1-ZIB-Team und moderiert damit ZIB Flashes, ZIB 18, ZIB 20, ZIB 100 und ZIB Nacht. 
Seit 2004 ist Christiane Wassertheurer verheiratet.

## Werke
- Verflixt, Verdachst und Zugenäht – Wo sind die Juwelen. ISBN 3-85391-198-6.
- Gailtaler Kesen-Krimi. ISBN 3-85391-237-0.
- Verflixt, Verdachst und Zugenäht – Der Dachs sucht ein Zuhaus. ISBN 3-7084-0336-3.
- Verflixt, Verdachst & Zugenäht – Gemma Krampus! ISBN 978-3-99152-677-3.